# Australian Tri-Series
L'Australian Tri-Series est une compétition internationale de cricket organisée chaque année en Australie depuis la saison 1979-80, en lieu et place de la World Series Cricket. Elle oppose l'équipe d'Australie de cricket et deux autres nations qui changent chaque année. Les matchs de cette compétition sont joués au format One-day International.
La compétition change de nom officiel au cours des changements de sponsors. Elle s'appelle d'abord World Series Cup de 1979 à 1996, puis Carlton and United Series jusqu'en 2000, Carlton Series en 2000-01, VB Series jusqu'en 2006 et Commonwealth Bank Series  depuis.

## Format
Les trois équipes participantes s'affrontent au cours d'une série de douze matchs, ce qui fait que chaque équipe joue quatre matchs contre chacune des deux autres. À l'issue de cette série, les deux meilleures équipes s'affrontent au cours d'une série de trois ou cinq matchs selon les saisons.

## Innovations
Comme lors de la World Series Cricket, de nombreuses innovations virent le jour dans cette compétition. Les matchs de la World Series Cricket n'étant pas reconnus officiellement, la World Series Cup de 1979-80 est la première compétition officielle dans laquelle les équipes portent des maillots d'une autre couleur que le blanc.

## Palmarès
| Saison                       | Vainqueur          | Finaliste          | Autre(s) participant(s) |
| ---------------------------- | ------------------ | ------------------ | ----------------------- |
| Benson & Hedges World Series |                    |                    |                         |
| 1979-80                      | Indes occidentales | Angleterre         | Australie               |
| 1980-81                      | Australie          | Nouvelle-Zélande   | Inde                    |
| 1981-82                      | Indes occidentales | Australie          | Pakistan                |
| 1982-83                      | Australie          | Nouvelle-Zélande   | Angleterre              |
| 1983-84                      | Indes occidentales | Australie          | Pakistan                |
| 1984-85                      | Indes occidentales | Australie          | Sri Lanka               |
| 1985-86                      | Australie          | Inde               | Nouvelle-Zélande        |
| 1986-87                      | Angleterre         | Australie          | Indes occidentales      |
| 1987-88                      | Australie          | Nouvelle-Zélande   | Sri Lanka               |
| Benson & Hedges World Series |                    |                    |                         |
| 1988-89                      | Indes occidentales | Australie          | Pakistan                |
| 1989-1990                    | Australie          | Pakistan           | Sri Lanka               |
| 1990-1991                    | Australie          | Nouvelle-Zélande   | Angleterre              |
| 1991-1992                    | Australie          | Inde               | Indes occidentales      |
| 1992-1993                    | Indes occidentales | Australie          | Pakistan                |
| 1993-1994                    | Australie          | Afrique du Sud     | Nouvelle-Zélande        |
| 1994-1995                    | Australie          | Australie A        | Angleterre, Zimbabwe    |
| 1995-1996                    | Australie          | Sri Lanka          | Indes occidentales      |
| Carlton and United Series    |                    |                    |                         |
| 1996-1997                    | Pakistan           | Indes occidentales | Australie               |
| 1997-1998                    | Australie          | Afrique du Sud     | Nouvelle-Zélande        |
| 1998-1999                    | Australie          | Angleterre         | Sri Lanka               |
| 1999-2000                    | Australie          | Pakistan           | Inde                    |
| Carlton Series               |                    |                    |                         |
| 2000-01                      | Australie          | Indes occidentales | Zimbabwe                |
| VB Series                    |                    |                    |                         |
| 2001-02                      | Afrique du Sud     | Nouvelle-Zélande   | Australie               |
| 2002-03                      | Australie          | Angleterre         | Sri Lanka               |
| 2003-04                      | Australie          | Inde               | Zimbabwe                |
| 2004-05                      | Australie          | Pakistan           | Indes occidentales      |
| 2005-06                      | Australie          | Sri Lanka          | Afrique du Sud          |
| Commonwealth Bank Series     |                    |                    |                         |
| 2006-07                      | Angleterre         | Australie          | Nouvelle-Zélande        |
| 2007-08                      | Inde               | Australie          | Sri Lanka               |